# Christen Christensen (agronom)
Christen Christensen, född 5 augusti 1844 i Ørslev, Holbæk amt, död 4 december 1921, var en dansk agronom.
Christensen avlade 1866 skollärarexamen och 1869 lantbruksexamen på Landbohøjskolen. Två år senare inrättades en av Danmarks främsta lantbruksskolor, Tune vid Taastrup (med Anders Svendsen som föreståndare), till vilken Christensen kort därpå knöts, en befattning han behöll till hösten 1915. 
Vid sidan av sin framstående lärargärning utvecklade han en betydande litterär verksamhet. Han inledde 1882 utgivningen av "Vort landbrug. Et ugeblad for den danske bonde", av vilken han var medredaktör i omkring ett kvartssekel och i vilken han skrev en mängd artiklar. 
Av hans böcker kan nämnas Analytisk kemi, Uorganisk kemi och Organisk kemi samt Landbrugets kulturplanter, Jordens behandling og besaaning, Gødningslæren, Til kamp mod ukrudtet och Driftsordningen og sædskiftet. 
De flesta av dessa skrifter utkom i en mängd upplagor, av vilka några senare utgavs av Christensen tillsammans med olika andra författare. Han utgav 1918 memoarerna Min livsførelse og virksomhed, som är av lantbrukshistoriskt intresse.
Inom lantbruket innehade Christensen olika förtroendeuppdrag; han var bland annat ledamot av Landhusholdningsselskabets styrelse och ordförande för Ramsø-Tune herreders landboforening.  År 1925 restes ett minnesmärke över honom vid Tune landboskole.